# Росайм
Росайм (фр. Rosheim) — коммуна на северо-востоке Франции в регионе Гранд-Эст (бывший Эльзас — Шампань — Арденны — Лотарингия), департамент Нижний Рейн, округ Мольсем, кантон Мольсем.
Площадь коммуны — 29,55 км², население — 4708 человек (2006) с тенденцией к росту: 4973 человека (2013), плотность населения — 168,3 чел/км².

## Население
Население коммуны в 2011 году составляло 4862 человека, в 2012 году — 4891 человек, а в 2013-м — 4973 человека.
| 1962 | 1968 | 1975 | 1982 | 1990 | 1999 | 2006 | 2008 | 2011 | 2012 | 2013 |
| ---- | ---- | ---- | ---- | ---- | ---- | ---- | ---- | ---- | ---- | ---- |
| 3004 | 3291 | 3499 | 3766 | 4016 | 4548 | 4708 | 4730 | 4862 | 4891 | 4973 |

Динамика населения:

## Экономика
В 2010 году из 3082 человек трудоспособного возраста (от 15 до 64 лет) 2399 были экономически активными, 683 — неактивными (показатель активности 77,8 %, в 1999 году — 74,3 %). Из 2399 активных трудоспособных жителей работали 2227 человек (1174 мужчины и 1053 женщины), 172 числились безработными (70 мужчин и 102 женщины). Среди 683 трудоспособных неактивных граждан 230 были учениками либо студентами, 286 — пенсионерами, а ещё 167 — были неактивны в силу других причин.

## Достопримечательности (фотогалерея)
- Башня с воротами
- Церковь святых Петра и Павла
- Церковь святых Петра и Павла
- Церковь Сен-Этьен
- Фасад
- Интерьер, вид на алтарь